# Ninečer
Ninečer je bio 3. faraon 2. egipatske dinastije; najvjerojatnije sin Raneba, kojeg je naslijedio. Spominje se na Kamenu iz Palerma, kao i na pečatima pronađenim u podzemnoj galeriji Sakare, koja je možda bila njegov grob. Postoje brojni predmeti iz njegove vladavine za koju se vjeruje da je bila prilično duga i prosperitetna, ali je na kraju došlo do pobune u Donjem Egiptu. 

## Ime
Ninečer je Horus ime ovog kralja, a znači "bogolik" ili "onaj koji pripada bogovima". Termin "bog" se ovdje vjerojatno odnosi na boga Sunce - Raa. Maneton ga zove Binotris, Tlas, Biof (Biophis). 

## Prikaz
Postoji samo jedan jedini prikaz Ninečera - mali kipić načinjen od alabastra, koji prikazuje kralja na prijestolju s bijelom krunom Donjeg Egipta. 

## Vladavina
Toby Wilkinson je analizirao Kamen iz Palerma, zaključujući da je Ninečer imao vladavinu od "40 cijelih ili djelomičnih godina". 

## Vanjske poveznice
- Ninečer
- Ninečer, 3. kralj 2. egipatske dinastije